# Vulcanair

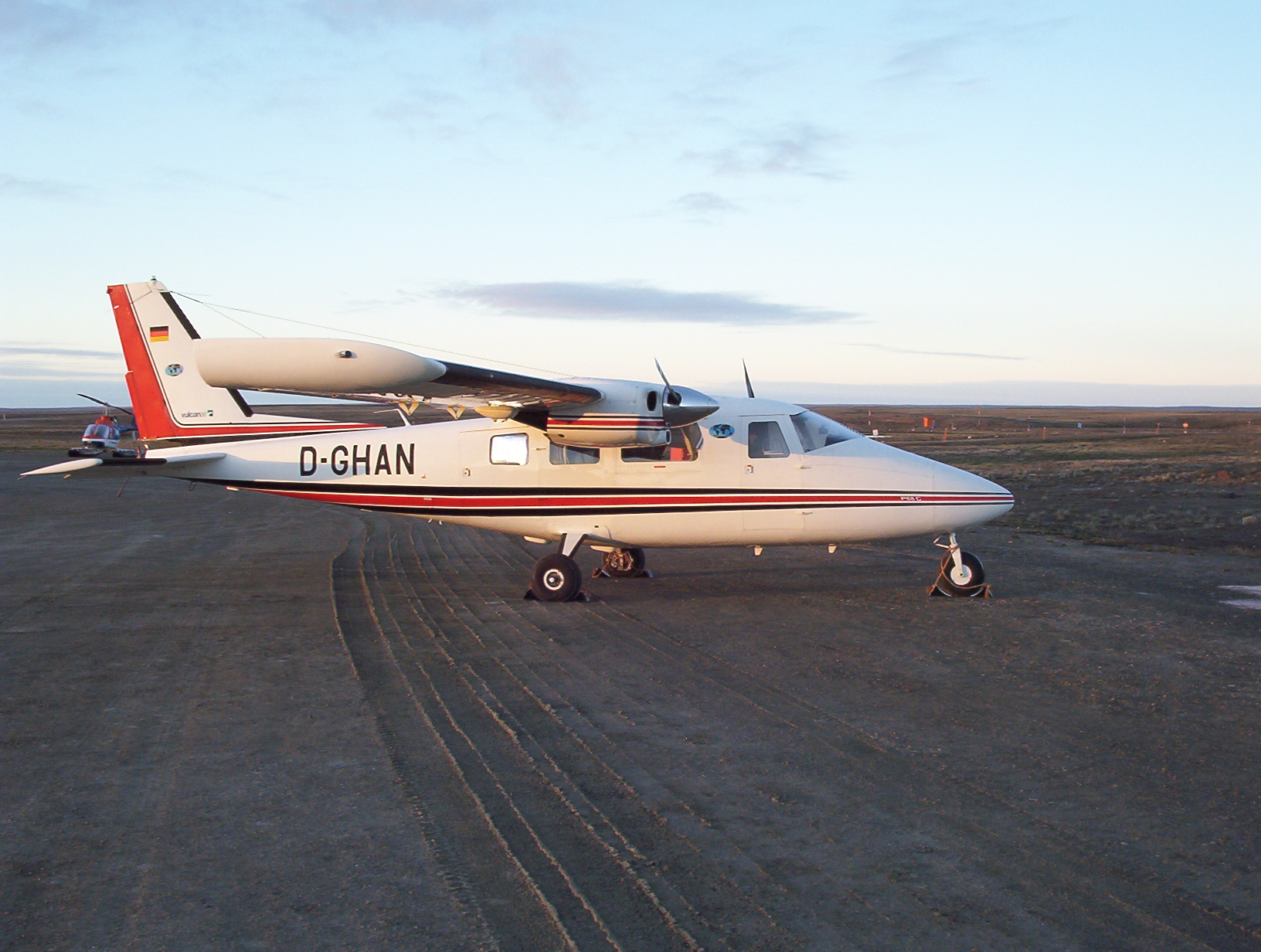
Un Vulcanair P68C all'aeroporto di Cambridge Bay, Nunavut (Canada)

Vulcanair è un'industria aeronautica italiana con sede a Casoria (Napoli).

## Storia
La Vulcanair è nata nel 1996 ma è erede della ben più lunga tradizione aeronautica della Partenavia.
La Partenavia era nata a Napoli nei primi anni Cinquanta su iniziativa dei fratelli Pascale che costruirono il loro primo biposto in una autorimessa di Mergellina nel 1951.
La Partenavia era col tempo divenuta un'azienda importante del settore e nel 1970 aveva costruito lo stabilimento di Casoria, nei pressi dell'aeroporto di Capodichino di Napoli, collaborando tramite Aeritalia all'MD 80 ed al Boeing 747. Nel 1998 la Partenavia in bancarotta viene acquisita dalla Vulcanair che riprende la produzione nello stabilimento di Casoria da cui l'azienda ha accesso diretto alle piste dell'Aeroporto di Capodichino.
Il nome ed il logo della nuova società traggono spunto dal vicino Vesuvio.
Nel 2000 la Vulcanair inizia la collaborazione con l'ATR.

## Produzione
Attualmente la Vulcanair impiega 160 addetti alla produzione di aerei bimotori progettati da Stelio Frati e Luigi Pascale. 
Gli aerei della Vulcanair sono venduti a privati, operatori di voli charter, agenzie governative sia in Italia che in diversi paesi esteri (principalmente Stati Uniti, Germania, Tunisia) e società di servizio (rilevamento, mappatura del territorio).
Gli aerei in produzione sono:
- P68C
- P68 Observer 2
- P68C TC
- P68TC Observer
- AP68TP 600 Viator
- VR
- V1.0

## Training
Dal 2005 la Vulcanair è un'organizzazione approvata a Parte 147.
L'approvazione consente di effettuare esami validi per il rilascio e l'estensione della LMA (Licenza di Manutentore Aeronautico). Nel 2010 ha ottenuto l'estensione a tutte le categorie ponendola in posizione leader in Italia nella formazione basica.